# Joey van Zegeren
Johan Willem van Zegeren, detto Joey (Hoogeveen, 7 dicembre 1990), è un cestista olandese.